# Leny Yoro
Leny Yoro (Saint-Maurice, Valle del Marne, 13 de noviembre de 2005) es un futbolista franco-marfileño que juega como defensa central en el Manchester United Football Club de la Premier League.

## Trayectoria
Comenzó su formación en el fútbol en UJA Alfortville con 5 años en 2011, pero al año siguiente su familia se mudó al distrito de Lille, por lo que en 2012 cambió de club y se incorporó a las infantiles de Villeneuve d'Ascq Métropole.
En el año 2017, se incorporó a las divisiones juveniles del Lille Olympique Sporting Club, equipo en el que logró escalar rápidamente. En 2021 fue convocado a un combinado sub-19 a pesar de dar más de tres años de ventaja, para jugar la fase de grupos de la Liga Juvenil de la UEFA 2021-22, consiguieron tres triunfos y un empate pero no lograron clasificar a octavos de final. 
En enero de 2022 firmó su primer contrato profesional con Lille, hasta junio de 2025. En principio pasó a la reserva del club y jugó el Championnat National 3, correspondiente a la quinta categoría del fútbol francés, y disputó varios partidos como titular. En abril comenzó a ser considerado y reservado por el primer equipo, el entrenador Jocelyn Gourvennec comenzó a darle oportunidades.
Debutó como profesional el 14 de mayo de 2022, ingresó al minuto 78 debido a una lesión de Angel Gomes con 16 años, 6 meses y 1 día, rompió el récord de Eden Hazard como futbolista más joven en jugar para Lille.
El 24 de agosto de 2023 convirtió su primer gol oficial, fue en el partido de ida de la clasificación a Conference League, gracias a su tanto dieron vuelta el marcador y vencieron 2-1 a HNK Rijeka, fue su primer partido internacional oficial de clubes con el primer equipo.
Tras 60 partidos con el club francés, fue fichado por Manchester United el 17 de julio de 2024, firmó contrato hasta mediados de 2029.

## Selección nacional
Ha sido internacional con la selección de Francia en las categorías juveniles sub-17, sub-18, sub-19, sub-21 y sub-23.
Debutó con Les Bleus el 21 de agosto de 2021, fue en un partido amistoso sub-17 contra España, fue titular pero perdieron 0-6.
Fue citado para disputar el Torneo Maurice Revello de 2023 con Francia en un combinado sub-18, que resultó el más chico de todo el torneo, ya que se permitió hasta jugadores sub-23. Jugó 4 partidos, fue titular en 3, perdieron en la semifinal con México por penales, luego en el partido por el tercer puesto fueron vencidos por Australia.

## Estadísticas

### Clubes
Actualizado al último partido disputado el 21 de mayo de 2025.
| Club                               | Div.          | Temporada     | Liga  | Liga  | Liga   | Copas nacionales | Copas nacionales | Copas nacionales | Copas internacionales | Copas internacionales | Copas internacionales | Total | Total | Total  |
| Club                               | Div.          | Temporada     | Part. | Goles | Asist. | Part.            | Goles            | Asist.           | Part.                 | Goles                 | Asist.                | Part. | Goles | Asist. |
| ---------------------------------- | ------------- | ------------- | ----- | ----- | ------ | ---------------- | ---------------- | ---------------- | --------------------- | --------------------- | --------------------- | ----- | ----- | ------ |
| Lille O. S. C. Francia             | 1.ª           | 2021-22       | 1     | 0     | 0      | -                | -                | -                | —                     | —                     | —                     | 1     | 0     | 0      |
| Lille O. S. C. Francia             | 1.ª           | 2022-23       | 13    | 0     | 0      | 2                | 0                | 1                | —                     | —                     | —                     | 15    | 0     | 1      |
| Lille O. S. C. Francia             | 1.ª           | 2023-24       | 32    | 2     | 0      | 3                | 0                | 0                | 9                     | 1                     | 0                     | 44    | 3     | 0      |
| Lille O. S. C. Francia             | Total club    | Total club    | 46    | 2     | 0      | 5                | 0                | 1                | 9                     | 1                     | 0                     | 60    | 3     | 1      |
| Manchester United F. C. Inglaterra | 1.ª           | 2024-25       | 21    | 0     | 0      | 4                | 0                | 0                | 8                     | 1                     | 1                     | 33    | 1     | 1      |
| Manchester United F. C. Inglaterra | 1.ª           | 2025-26       | 0     | 0     | 0      | -                | -                | -                | —                     | —                     | —                     | 0     | 0     | 0      |
| Manchester United F. C. Inglaterra | Total club    | Total club    | 21    | 0     | 0      | 4                | 0                | 0                | 8                     | 1                     | 1                     | 33    | 1     | 1      |
| Total carrera                      | Total carrera | Total carrera | 67    | 2     | 0      | 9                | 0                | 1                | 17                    | 2                     | 1                     | 93    | 4     | 2      |
| 1. 2.                              |               |               |       |       |        |                  |                  |                  |                       |                       |                       |       |       |        |

### Selección
Actualizado al último partido disputado el 22 de marzo de 2024.
| Selección         | Temporada         | Continental | Continental | Continental | Mundial | Mundial | Mundial | Amistosos | Amistosos | Amistosos | Total | Total | Total  |
| Selección         | Temporada         | Part.       | Goles       | Asist.      | Part.   | Goles   | Asist.  | Part.     | Goles     | Asist.    | Part. | Goles | Asist. |
| ----------------- | ----------------- | ----------- | ----------- | ----------- | ------- | ------- | ------- | --------- | --------- | --------- | ----- | ----- | ------ |
| Sub-17 Francia    | 2021              | -           | -           | -           | -       | -       | -       | 1         | 0         | 0         | 1     | 0     | 0      |
| Sub-17 Francia    | Total sel.        | 0           | 0           | 0           | 0       | 0       | 0       | 1         | 0         | 0         | 1     | 0     | 0      |
| Sub-18 Francia    | 2022              | —           | —           | —           | —       | —       | —       | 1         | 0         | 0         | 1     | 0     | 0      |
| Sub-18 Francia    | 2023              | —           | —           | —           | —       | —       | —       | 4         | 0         | 0         | 4     | 0     | 0      |
| Sub-18 Francia    | Total sel.        | 0           | 0           | 0           | 0       | 0       | 0       | 5         | 0         | 0         | 5     | 0     | 0      |
| Sub-19 Francia    | 2023              | 2           | 0           | 0           | —       | —       | —       | -         | -         | -         | 2     | 0     | 0      |
| Sub-19 Francia    | Total sel.        | 2           | 0           | 0           | 0       | 0       | 0       | 0         | 0         | 0         | 2     | 0     | 0      |
| Sub-21 Francia    | 2023              | 3           | 0           | 0           | —       | —       | —       | 1         | 0         | 0         | 4     | 0     | 0      |
| Sub-21 Francia    | Total sel.        | 3           | 0           | 0           | 0       | 0       | 0       | 1         | 0         | 0         | 4     | 0     | 0      |
| Sub-23 Francia    | 2024              | —           | —           | —           | -       | -       | -       | 1         | 0         | 0         | 1     | 0     | 0      |
| Sub-23 Francia    | Total sel.        | 0           | 0           | 0           | 0       | 0       | 0       | 1         | 0         | 0         | 1     | 0     | 0      |
| Total selecciones | Total selecciones | 5           | 0           | 0           | 0       | 0       | 0       | 8         | 0         | 0         | 13    | 0     | 0      |
| 1.                |                   |             |             |             |         |         |         |           |           |           |       |       |        |

## Palmarés

### Distinciones individuales
| Distinción                                                       | Año  |
| ---------------------------------------------------------------- | ---- |
| Parte de los 30 mejores jugadores sub-20 del mundo para L'Équipe | 2024 |
| Parte del equipo ideal del año sub-20 (mundial) para IFFHS       | 2024 |
| Parte del equipo ideal del año sub-20 (UEFA) para IFFHS          | 2024 |
| Nominado al Premio Golden Boy                                    | 2025 |